# 1250
| [ Edytuj tabelę ]                          |                                                                                  |
| Książę Małopolski                          | - 1243 Bolesław V Wstydliwy 1279                                                 |
| Książę Wielkopolski                        | - 1239 Przemysł I 1257 - 1239 Bolesław Pobożny 1279                              |
| Król Angkoru                               | - 1244 Dżajawarman VIII 1295                                                     |
| Król Anglii                                | - 1216 Henryk III 1272                                                           |
| Król Aragonii i Walencji, hrabia Barcelony | - 1213 Jakub I Zdobywca 1276                                                     |
| Książę Bawarii                             | - 1231 Otto II 1253                                                              |
| Margrabia Brandenburgii                    | - 1220 Otto III 1267                                                             |
| Książę Burgundii                           | - 1218 Hugo IV 1272                                                              |
| Cesarz Bizancjum                           | - 1222 Jan III Dukas Watatzes 1254                                               |
| Car Bułgarii                               | - 1246 Michał I Asen 1256                                                        |
| Cesarz Chin                                | - 1224 Song Lizong 1264                                                          |
| Król Cypru                                 | - 1218 Henryk I 1253                                                             |
| Król Czech                                 | - 1230 Wacław I 1253                                                             |
| Król Danii                                 | - 1241 Eryk IV Plovpenning 1250 - 1250 Abel 1252                                 |
| Władca Egiptu                              | - 1249 Al-Mu’azzam Turan Szah 1250 - 1250 Szadżar ad-Durr 1250 - 1250 Ajbak 1257 |
| Król Francji                               | - 1226 Ludwik IX Święty 1270                                                     |
| Król Gruzji                                | - 1246 Dawid VI Narin 1259                                                       |
| Hrabia Holandii                            | - 1234 Wilhelm II 1256                                                           |
| Cesarz Japonii                             | - 1246 Go-Fukakusa 1259                                                          |
| Kalif                                      | - 1242 Al-Must’asim 1258                                                         |
| Król Kastylii                              | - 1217 Ferdynand III Święty 1252                                                 |
| Król Kastylii i Leónu                      | - 1230 Ferdynand III Święty 1252                                                 |
| Patriarcha Konstantynopola                 | - 1244 Manuel II 1255                                                            |
| Władca Korei                               | - 1213 Kojong 1259                                                               |
| Wielki książę litewski                     | - 1240 Mendog 1253                                                               |
| Cesarz Łaciński                            | - 1228 Baldwin II de Courtenay 1261                                              |
| Sułtan Maroka                              | - 1248 Abu Jahja Abu Bakr 1258                                                   |
| Król Nawarry                               | - 1234 Tybald I 1253                                                             |
| Król Norwegii                              | - 1217 Haakon IV Stary 1263                                                      |
| Hrabia Palatynatu                          | - 1227 Otton I Bawarski 1253                                                     |
| Papież                                     | - 1243 Innocenty IV 1254                                                         |
| Król Portugalii                            | - 1248 Alfons III 1279                                                           |
| Sułtan Rumu                                | - 1246 Kajkawus II 1260 - 1248 Kilidż Arslan IV 1265 - 1249 Kajkubad II 1257     |
| Książę Rusi halickiej                      | - 1238 Daniel II 1264                                                            |
| Cesarz Rzymski (niemiecki)                 | - 1220 Fryderyk II 1250 - 1247 Wilhelm z Holandii 1250 - 1250 Konrad IV 1254     |
| Książę Saksonii                            | - 1212 Albrecht I 1260                                                           |
| Król Serbii                                | - 1243 Stefan Urosz I 1276                                                       |
| Król Singasari                             | - 1248 Dżajawisznuwardhana 1268                                                  |
| Król Szkocji                               | - 1249 Aleksander III 1286                                                       |
| Król Szwecji                               | - 1234 Eryk XI Eriksson 1250 - 1250 Waldemar Birgersson 1275                     |
| Doża Wenecji                               | - 1249 Marino Morosini 1252                                                      |
| Król Węgier                                | - 1235 Bela IV 1270                                                              |
| Wielki mistrz zakonu krzyżackiego          | - 1250 Günter von Wüllersleben 1252                                              |

Rok 1250 / MCCL
stulecia: XII wiek ~
XIII wiek ~
XIV wiek

lata: 1240 «
1245 «
1246 «
1247 «
1248 «
1249 «
1250
» 1251
» 1252
» 1253
» 1254
» 1255
» 1260

## Wydarzenia na świecie
- 8 lutego – wyprawy krzyżowe: zwycięstwo wojsk francuskich nad Egipcjanami w bitwie pod Al-Mansurą.
- 6 kwietnia – VI wyprawa krzyżowa: porażka krzyżowców w bitwie pod Fariskur.
- 6 maja – VI wyprawa krzyżowa: król Francji Ludwik IX po wpłaceniu ogromnego okupu został zwolniony z niewoli egipskiej.
- 13 grudnia – zmarł na dyzenterię cesarz Fryderyk II. Po jego śmierci Niemcy popadły w zupełną anarchię. Okres ten w ich dziejach nosi nazwę wielkiego bezkrólewia. W tamtejszych zamkach pełno było tzw. raubritterów, czyli zbójów-rycerzy, od których nikt nie był bezpieczny.
- Ok. 1250 – założenie grodu obronnego przez księcia Daniela i jego syna Lwa z ruskiej dynastii książąt halickich, początek Lwowa.

## Urodzili się
- Wiwald z San Gimignano, włoski tercjarz franciszkański, eremita, błogosławiony katolicki (zm. 1320)

## Zmarli
- 2 lutego  – Eryk XI Eriksson, król Szwecji (ur. 1216)
- 7 czerwca  – Wisław I, książę Rugii (ur. ok. 1180)
- 18 czerwca – Teresa Portugalska, infantka portugalska, żona króla Leónu Alfonsa IX, benedyktynka, błogosławiona katolicka (ur. 1181)
- 10 sierpnia  – Eryk IV Denar od Pługa, król Danii (ur. 1216)
- 4 października  – Herman VI Badeński, margrabia Badenii i książę Austrii (ur. ok. 1225)
- 13 grudnia – Fryderyk II Hohenstauf, cesarz rzymski (ur. 1194)